# Lliga bahreniana de futbol
La Lliga de Futbol de Bahrein és la màxima competició d'aquest esport a Bahrein. La primera edició es va celebrar el 1957. Consta de 19 equips, que s'enfronten entre ells a una sola volta. Per a l'any 2009 es dividiran en la nova Premier League (10 equips) i una segona divisió de 9 equips. És organitzada per l'Associació de Futbol de Bahrain.

## Reestructuració de clubs
L'any 2002 diversos clubs es van fusionar:
- Al-Bahrain SC és el resultat de la fusió de Bahrain i Al-Khaleej.
- Al-Riffa SC és el resultat de la fusió de West Riffa i Zallaq.
- Al-Najma és el resultat de la fusió d'Al-Hilal, Al-Qadisiya i Ras Al-Rumman.
- Al-Sahel és el resultat de la fusió de Qalali i Hadd.
- Al-Tadamun és el resultat de la fusió de Boori, Karazkan, Hamla, Reef Union i Damastan.
- Al-Shabab és el resultat de la fusió de Deyya, Sanabis, Jadd Hafs, Naeem, Karrana, Sahla i Karbabad.
- Al-Ittifaq és el resultat de la fusió d'Al-Arabi, Maqaba i Bani Jumra.

## Llista de campions
Font:
- 1956-57:  Al-Muharraq (1)
- 1957-58:  Al-Muharraq (2)
- 1958-59:  Al-Nasr (1)
- 1959-60:  Al-Muharraq (3)
- 1960-61:  Al-Muharraq (4)
- 1961-62:  Al-Muharraq (5)
- 1962-63:  Al-Muharraq (6)
- 1963-64:  Al-Muharraq (7)
- 1964-65:  Al-Muharraq (8)
- 1965-66:  Al-Muharraq (9)
- 1966-67:  Al-Muharraq (10)
- 1967-68:  Bahrain Club (1)
- 1968-69:  Al-Ahli (1)
- 1969-70:  Al-Muharraq (11)
- 1970-71:  Al-Muharraq (12)
- 1971-72:  Al-Ahli (2)
- 1972-73:  Al-Muharraq (13)
- 1973-74:  Al-Muharraq (14)
- 1974-75:  Al-Arabi (1)
- 1975-76:  Al-Muharraq (15)
- 1976-77:  Al-Ahli (3)
- 1977-78:  Bahrain Club (2)
- 1978-79:  Al-Hala (1)
- 1979-80:  Al-Muharraq (16)
- 1980-81:  Bahrain Club (3)
- 1981-82:  West Riffa (1)
- 1982-83:  Al-Muharraq (17)
- 1983-84:  Al-Muharraq (18)
- 1984-85:  Bahrain Club (4)
- 1985-86:  Al-Muharraq (19)
- 1986-87:  West Riffa (2)
- 1987-88:  Al-Muharraq (20)
- 1988-89:  Bahrain Club (5)
- 1989-90:  West Riffa (3)
- 1990-91:  Al-Muharraq (21)
- 1991-92:  Al-Muharraq (22)
- 1992-93:  West Riffa (4)
- 1993-94:  East Riffa Club (1)
- 1994-95:  Al-Muharraq (23)
- 1995-96:  Al-Ahli (4)
- 1996-97:  West Riffa (5)
- 1997-98:  West Riffa (6)
- 1998-99:  Al-Muharraq (24)
- 1999-00:  West Riffa (7)
- 2000-01:  Al-Muharraq (25)
- 2001-02:  Al-Muharraq (26)
- 2002-03:  Al-Riffa (8)
- 2003-04:  Al-Muharraq (27)
- 2004-05:  Al-Riffa (9)
- 2005-06:  Al-Muharraq (28)
- 2006-07:  Al-Muharraq (29)
- 2007-08:  Al-Muharraq (30)
- 2008-09:  Al-Muharraq (31)
- 2009-10:  Al-Ahli (5)
- 2010-11:  Al-Muharraq (32)
- 2011-12:  Al-Riffa (10)
- 2012-13:  Busaiteen (1)
- 2013-14:  Al-Riffa (11)
- 2014-15:  Al-Muharraq (33)
- 2015-16:  Al-Hidd (1)
- 2016-17:  Malkiya (1)
- 2017-18:  Al-Muharraq (34)
- 2018-19:  Al-Riffa (12)
- 2019-20:  Al-Hidd (2)
- 2020-21:  Al-Riffa (13)
- 2021-22:  Al-Riffa (14)
- 2022-23:  Al-Khaldiya (1)
- 2023-24:  Al-Khaldiya (2)
- 2024-25:  Al-Muharraq (35)

## Nombre de títols per club
| Club                         | Nombre de campionats |
| ---------------------------- | -------------------- |
| Al-Muharraq SC               | 35                   |
| Al-Riffa (inclou West Riffa) | 14                   |
| Bahrain Club                 | 5                    |
| Al-Ahli SC                   | 5                    |
| Al-Hidd                      | 2                    |
| Al-Khaldiya SC               | 2                    |
| Al-Nasr                      | 1                    |
| Al-Arabi (actual Al-Ittifaq) | 1                    |
| Al Hala SC                   | 1                    |
| East Riffa SCC               | 1                    |
| Busaiteen Club               | 1                    |
| Malkiya SCC                  | 1                    |